# Ставек (гміна Спічин)
Ставек (пол. Stawek) — село в Польщі, у гміні Спічин Ленчинського повіту Люблінського воєводства.
Населення — 108 осіб (2011).
У 1975-1998 роках село належало до Люблінського воєводства.

## Демографія
Демографічна структура станом на 31 березня 2011 року:
|          | Загалом | Допрацездатний вік | Працездатний вік | Постпрацездатний вік |
| -------- | ------- | ------------------ | ---------------- | -------------------- |
| Чоловіки | 57      | 11                 | 37               | 9                    |
| Жінки    | 51      | 12                 | 28               | 11                   |
| Разом    | 108     | 23                 | 65               | 20                   |